# Liste der Naturdenkmale in Schömberg (Landkreis Calw)
| Naturdenkmale | Anzahl |
| ------------- | ------ |
| FND           | 1      |
| END           | 0      |
| Gesamt        | 1      |

Die Liste der Naturdenkmale in Schömberg nennt die verordneten Naturdenkmale (ND) der im baden-württembergischen Landkreis Calw liegenden Stadt Schömberg. In Schömberg gibt es insgesamt ein als Naturdenkmal geschütztes Objekt, das ein flächenhaftes Naturdenkmal (FND) ist, es gibt kein Einzelgebilde-Naturdenkmal (END).
Stand: 1. November 2016.

## Flächenhafte Naturdenkmale (FND)
| Name                     | Bild | Kennung     | Einzelheiten | Position | Fläche Hektar | Datum         |
| ------------------------ | ---- | ----------- | ------------ | -------- | ------------- | ------------- |
| Feuchtgebiet Hausäcker   | BW   | 82350650001 | Schömberg    | ⊙        | 4,9           | 26. Aug. 1993 |
| Legende für Naturdenkmal |      |             |              |          |               |               |